# HEAVY GAUGE
《HEAVY GAUGE》為GLAY的第5張原創專輯，於1999年10月20日發行。

## 簡介
- 本專輯是GLAY原創專輯中，總銷售量第2高的作品，銷售突破200萬張，另外推出黑膠唱片版本。台灣亦有發行台壓版。
- 專輯CD殼和歌詞本在黑暗中會發光。

## 收錄曲目
1. HEAVY GAUGE
2. FATSOUNDS
3. SURVIVAL
錄影帶單曲「survival」的專輯版本。
4. 不是這裡，要往哪裡
富士電視台『無瑕的愛』日劇主題曲，此為專輯版本。
5. HAPPINESS
6. summer FM
專輯版本。
7. LEVEL DEVIL
8. BE WITH YOU
專輯版本。
9. Winter,again
專輯版本。
10. Will Be King
11. 生存的意義
12. Savile Row ～savile row第3街～